# Mariateresa Vivaldini
Mariateresa Vivaldini (nascida a 22 de Novembro de 1967) é uma política italiana dos Irmãos da Itália que foi eleita membro do Parlamento Europeu em 2024. Em 2014 já havia sido eleita como prefeita de Pavone del Mella.